# Acordo de fronteira entre Albânia e Itália
O Acorde de fronteira entre Albânia e Itália é um tratado de 1992 entre a Albânia e a Itália na qual os países concordaram em delimitar as suas fronteiras marítimas entre eles na plataforma continental.

O tratado foi assinado em Tirana em 18 de dezembro de 1992. O texto do tratado coloca a fronteira no Estreito de Otranto, composta de segmentos marítimos criados por 16 linhas retas que foram definidas por 17 pontos individuais de coordenadas. A fronteira representa uma linha equidistante entre a Itália e a Albânia. O ponto mais ao norte forma um triponto marítimo com Montenegro; o ponto mais sul por sua vez forma um triponto com as águas territoriais da Grécia. O tratado único entre os tratados de fronteiras marítimas pois permite que qualquer caso de disputa seja referido por qualquer país da Corte Internacional de Justiça se ele for resolvido por meios diplomáticos em quatro meses.
O nome completo do tratado é Acordo entre Albânia e Itália para a determinada da plataforma continental de cada um dos dois países.

´